# Orkhan ibn Suleyman
Orkhan (1395-1429) fou un príncep otomà, fill de Suleyman I.
Va estar com a ostatge a Constantinoble junt amb una germana. A la mort del seu pare (1411) l'emperador Manuel II Paleòleg li va donar suport com a pretendent al tron. Va defensar Tessalònica per compte de l'emperador però fou derrotat fet presoner a Sofya pel seu oncle Musa I, que el va fer cegar (1413). Va morir durant una pesta a Brusa.
La seva esposa de nom desconegut, morta al Caire el 1460, li va donar tres fills, Suleyman, Fàtima (esposa successivament dels sultans mamelucs Barsbay i Djakmak) i Khadija.